# ヘミアセタール

ヘミアセタールの一般構造

ヘミアセタール(Hemiacetal)は、一般式がR1R'1C(OH)OR2（R2≠H）で表される化合物である。アルデヒドとアルコールから形成するのがヘミアセタール、ケトンとアルコールから形成するのがヘミケタール(hemiketal)である。つまりR1またはR'1のどちらかが水素基のときはヘミアセタール、どちらも水素基でないときはヘミケタールと言われるが、近年ではヘミケタールの語の使用を避ける傾向にあり、両者をヘミアセタールと呼ぶことが推奨されている。

## 合成
有機合成では、いくつかの方法で合成することができる。
- アルデヒドのカルボニル基へのアルコールの求核付加。
- ケトンのカルボニル基へのアルコールの求核付加。
- アセタールの加水分解。

## 反応
ヘミアセタールとヘミケタールはアルコールとアルデヒド/ケトンとの間の反応中間体であり、最終的にアセタールとケタールが生成する。
{\displaystyle {\ce {{^{-}C=O}+{2ROH}\leftrightarrows {^{-}C(OH)(OR)}+ROH\leftrightarrows {^{-}C(OR)2}+H2O}}}
ヘミアセタールを経由するアルコールとアルデヒド/ケトンからのアセタールの形成反応は2段階で起こるがいずれも可逆反応であり、反応条件を変えることによって任意の方向に反応を進めることができる。
反応溶液から水を除去すれば平衡は右に進み、水を過剰に加えると左に進む。そのためヘミアセタールは還元性がある。